# James Younghusband
James Joseph Placer Younghusband (Ashford, 4 de setembro de 1986) é um ex-futebolista filipino de origem inglesa que atuava como meia-atacante.

## Carreira
Aos 10 anos, ingressou nas categorias de base do Chelsea juntamente com seu irmão mais velho, Phil, onde permaneceu até 2005, ano em que se profissionalizou. Na única temporada como profissional pelos Blues, James não jogou nenhuma partida oficial. Defendeu ainda AFC Wimbledon, Staines Town, Woking e Farnborough.
Sem contrato com o Chelsea, o meia-atacante permaneceu 2 anos parado, até assinar com o San Beda FC em 2011. No mesmo ano, foi contratado pelo Loyola Meralco Sparks, ao lado de seu irmão.
Ele também atuou ao lado de Phil no Davao Aguilas entre 2017 e 2018, encerrando a carreira em 2020 no Ceres-Negros (atual United City).

## Seleção
Em 2005, James Younghusband disputou 3 partidas pela Seleção Filipina sub-23, e realizou sua estreia pela equipe adulta no ano seguinte. Marcou seu primeiro gol em janeiro de 2007, em amistoso entre Filipinas e Singapura. 
Fez parte do elenco que disputou a Copa da Ásia de 2019, tendo atuado em um jogo. É o segundo atleta com mais partidas disputadas pela seleção (101),, com 12 gols marcados.

## Títulos
Loyola Meralco Sparks / Meralco Manila
- PFF National Men's Club Championship: 2014–15
- UFL Cup: 2013

Ceres-Negros
- Phillipines Premier League: 2019, 2020